# ريبيكا كورتيس
ريبيكا كورتيس (بالإنجليزية: Rebecca Curtis)‏ هي كاتِبة أمريكية، ولدت في 1976.